# Eliezer Kashani
Eliezer Kashani (Petaj Tikva, Israel, 13 de marzo de 1923 - Acre, 16 de abril de 1947) fue un miembro del Irgún ejecutado por las autoridades británicas de Palestina por su participación en el ataque a un campamento militar británico a principios de 1947.
Kashani nació en Petaj Tikva, en ese entonces bajo dominio británico, en el seno de una numerosa familia de judíos persas trabajadores que habían vivido en Eretz Israel por tres generaciones seguidas. A la edad de los 13 años, Kashani tuvo que comenzar a trabajar en una fábrica.
El 23 de agosto de 1944, mientras se llevaron a cabo los arrestos masivos de las fuerzas británicas contra los sospechosos de pertenecer a las agrupaciones Irgún y Lehi, en las cercanías de Tel Aviv, Kashani fue detenido bajo sospecha y enviado a Latrún, siendo posteriormente reubicado en el campo de internados de Eritrea en África, junto con otros 250 prisioneros judíos.
En el campamento de detención, se unió a las filas del emergente movimiento paramilitar Irgún Tzvaí Leumí. Fue liberado en febrero de 1945. Cuando regresó a Palestina, comenzó a organizar su actividad clandestina en el Irgún y se convirtió en un soldado destacado de su unidad, a pesar de tener la riesgosa obligación de reportarse diariamente a la policía británica para que lo inspeccionaran en su calidad de sospechoso.
Fue nuevamente arrestado luego de la explosión del Hotel Rey David en julio de 1946 por su presunta participación en el atentado. Pero en unas breves semanas, fue liberado y retomó su actividad secreta.
El 29 de diciembre de 1946 fue capturado armado por las fuerzas de seguridad británicas, junto con Mordechai El'kachi y Yehiel Drezner, durante el transcurso de una operación de ataque. Posteriormente fue llevado a una corte militar y sentenciado a muerte.
El 16 de abril de 1947, Kashani fue ahorcado en la prisión de Acre. En el momento de su ejecución tenía 24 años de edad.

## Testimonio de las torturas británicas

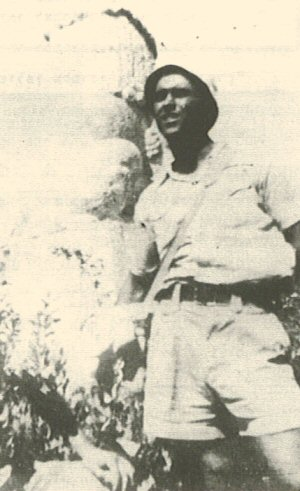
Eliezer Kashani en su adolescencia durante un paseo a Tel Hai.

Kashani escribió un informe durante su estadía en la cárcel de Acre en el que cuenta lo que le sucedió a él y a sus otros dos compañeros, desde el momento en que cayeron en manos de británicos uniformados hasta ser transportados a la ciudad. Dicho testimonio fue publicado por Menájem Beguin en su libro "La Revuelta":

"Antes de Wilhelma resolví detener el vehículo y saltar al naranjal próximo, pero aquí el conductor no dominaba más el vehículo, y en unos cuantos segundos entró en una barrera de alambre que el ejército había puesto en la carretera. La primera barrera quedó arrastrada por el vehículo, y sólo nos detuvimos en otra en que entramos. En ese mismo momento abrió fuego contra nosotros la Bren desde atrás, en torno al vehículo se vieron "anémonas" inglesas con los fusiles, apuntándonos a nosotros. No tuvimos más remedio que salir con las manos levantadas. Iejiel recibió una bala en la espalda y Mordejai (el conductor) en el hombro (la bala entró y salió). Mientras salíamos, recibí un golpe en la nuca y se me hizo rodar por la zanja. Estando acostado, oí un tiro de revolver y observé como un soldado empuñaba su revólver apuntando contra Mordejai. Disparó, pero erró el tiro y mató a un soldado camarada suyo. En seguida dio a Mordejai un golpe en la cabeza con el revólver y lo arrojó a la zanja. Los dos nos levantamos bajo las amenazas de los revólveres y recibiendo puntapiés. Oímos una cantidad más de disparos. Pensé que nos liquidarían a nosotros y a todos los demás. Cuando por fin nos condujeron a un coche blindado, encontramos allí a dos más, pero Iejiel no estaba. Desde entonces, no lo vimos más. Tampoco los demás vieron lo que le había sucedido. Parece que había tenido alguna dificultad para salir del vehículo y le pareció que los soldados habían tirado contra él dentro del vehículo.

A partir de ese momento, comienza la serie de los suplicios que terminó sólo al día siguiente a las diecisiete horas aproximadamente. Duró unas veinte horas seguidas.
Se nos hizo entrar, entre golpes y arrastrándonos, en un pequeño coche blindado; a cada uno de nosotros nos vigilaba un soldado. Ellos empezaron a vaciarnos los bolsillos, ordenándonos mantener en alto las manos. Nos quitaron todo: a cada uno de nosotros, un reloj, unas cincuenta libras en efectivo, carteras y anotadores, plumas y lápices; hasta un pañuelo y un peine nos robaron. Una vez que hubieron terminado con esto, comenzaron a maltratarnos.
Los golpes estaban dirigidos principalmente a la cara y al vientre. Luego de un golpe al vientre, uno quedaba encogido por la falta de aire para respirar, por lo que recibía otro golpe en la cara para volver a enderezarse.
Recuerdo como la sangre corría de mi nariz como de un grifo abierto, por lo que el soldado gritó alegremente: "Le he roto la nariz". Ese viaje concluyó en algún campamento desconocido para mí. Aquí nos empujaron afuera y nos llevaron a un campo abierto. Nos colocaron en una fila de frente. Ante nosotros se formó una unidad de unos diez soldados que cargaron los fusiles. Debe señalarse que todos nosotros resistimos la prueba y ninguno bajó la cabeza. En ese mismo momento llegó a la carrera un sargento que reprendió a los soldados, quienes, según parece, pensaban seriamente liquidarnos; comenzaron a conducirnos nuevamente. Se nos hizo entrar en una habitación. Ahí nos detuvieron como media hora. Debe hacerse notar que durante todo ese tiempo -desde que se nos capturara- mantuvimos levantadas las manos. Pasó media hora y, estando petrificadas nuestras manos, nos metieron en un camión en cuyo piso nos hicieron acostar. Con sus pies nos pisaron el cuerpo. Vieron en la mano de Mordejai un anillo y trataron de sacárselo y, al no poder hacerlo, tiraron con todas sus fuerzas hasta que les pareció que se le había roto el dedo; entonces lo dejaron.
Llegamos a un campamento de "anémonas" y allí se nos llevó en presencia de un oficial que ordenó hacernos entrar en una de las barracas. La barraca era una cocina de la que no se servían desde hacía tiempo. Tenía una superficie de cinco por quince metros aproximadamente. Aquí empezaron a desnudarnos. Nos sacaron todo, la camiseta y los calzoncillos, los zapatos y las medias. Pero como estábamos esposados el uno al otro, quedaron las ropas colgadas de la mano esposada. Para sacarlas, tiraron con todas sus fuerzas y ocasionaron heridas en las manos. Lo que no consiguieron desgarrar en esa forma, lo cortaron con una hoja de afeitar. Quedamos tan desnudos como el día en que nacimos.
Comenzó un maltrato organizado, para cuya realización habían recibido, por lo visto, permiso o instrucciones del oficial. Nos golpearon a cada uno de nosotros ya separadamente, por turno, para luego hacerlo a todos nosotros juntos. Participaron en ello, de cuatro a cinco soldados. Cuando éstos se cansaron, los reemplazaron otros; los golpes se aplicaron con los puños, con la cabeza y con los pies. Sobre todo, dieron puntapiés a todas las partes del cuerpo y ni siquiera pasaron por alto los testículos. Entre los golpeadores había dos policías que habían sido enviados, según parece, para vigilarnos. Uno de ellos tenía el número 1617. El mismo iba dando vueltas con un gran garrote policial y lo descargaba cada tanto sobre la espalda, sobre los pies o sobre el vientre. Un golpe así le fracturó una mano a Iejiel y le ocasionó una dislocación en la espalda a Jaim Gólor.
También yo recibí un golpe en la nuca que me causó casi un desmayo. Así prosiguió todo eso hasta una hora avanzada de la noche. Entonces entró el oficial y mandó suspender los golpes para bañarnos y darnos mantas para "dormir". El baño se hizo arrojando baldes de agua helada a nuestras cabezas, cada cual debía bañar al otro. El baño no ayudó mucho, porque nuestras heridas manaban sangre y en seguida volvíamos a quedar manchados. Mojados, nos acostamos los cuatro, desnudos y temblando de frío, sobre una manta, y nos cubrimos con otras dos más (más que eso no nos dieron). Pero apenas alcanzábamos a dormitar, ya que al poco tiempo venía el guardián y nos despertaba a puntapiés sacándonos las mantas. Con una "visita" así se nos regaló cada cuarto de hora, para privarnos del sueño. A la madrugada nos hicieron levantar y nos ordenaron "bañarnos" nuevamente. La manta sobre la que nos habíamos acostado estaba impregnada de sangre y había cambiado de color. Después del baño repartieron las ropas entre nosotros para que nos vistiéramos. A tres de nosotros no nos dieron zapatos (seguramente les habrían gustado).
De esta manera, envueltos en harapos, nos hicieron correr por todo el campamento hacia la enfermería. En el camino, todo soldado que nos encontraba descargaba golpes de puño o un golpe con la culata del fusil sobre nosotros; tampoco nuestros guardianes fueron ahorrativos en ese sentido. Corrimos con las manos levantadas. Y en el cuarto de la enfermería nos retuvieron unos tres cuartos de hora con las manos levantadas hasta que vino el médico.
El facultativo doctor, hombre alto que ostentaba dos estrellas, miró nuestras heridas y preguntó a los soldados si querían seguir jugando aún con nosotros. Los soldados contestaron afirmativamente. "Entonces -dijo el médico- les vendaré las heridas después". (Hablaron en mi presencia porque no suponían que yo entendiera el inglés). Volvieron a hacernos correr en la misma forma al lugar de donde habíamos venido. Otra vez nos desnudaron, nos sacaron afuera, donde arrojaron sobre cada uno de nosotros baldes de agua sucia. Después se invitó a los soldados parados alrededor para que se ofrecieran como voluntarios para golpearnos. No faltaron tales. Se nos hizo entrar otra vez y se nos mandó a que laváramos el piso y limpiáramos nuestra sangre de las paredes. Solo ahora vimos el interior del cuarto de cocina. Manchas de sangre coaguladas estaban pegadas en las paredes y debíamos rasparlas con nuestras uñas. Todo eso se hizo entre golpes. De pronto nos arrastró el policía número 1617, ordenándonos que nos prosternáramos y besáramos el piso. Al negarnos a ello, recibimos golpes sanguinarios con ramas de árbol. Pero no satisfacimos el deseo de ellos. A mí me sujetaron con un par de esposas más; según parece, advirtieron que yo alentaba a mis camaradas a permanecer firmes en su resistencia. Luego que me hubieron esposado, no quise hacer nada, y volvieron a golpearme duramente; finalmente, sacaron las esposas suplementarias.
A las nueve, aproximadamente, volvieron a bañarnos. Le entregaron pantalones a cada uno. El mismo médico vino otra vez y mandó aplicar tira emplástica a dos de nosotros. Después vino el oficial de policía en compañía del oficial judío Karlik y unos cuantos hombres de la policía secreta. Casi no nos indagaron. Sólo preguntaron nuestros nombres y domicilios.
Los policías fueron entrando y saliendo durante todo el día, y, entretanto, los soldados no dejaron de "jugar" con nosotros.

Por la tarde sólo quedó Karlik en el cuarto vecino, y nos sacaron uno a uno para firmar el acta de acusación. Mientras el oficial se encontraba en el cuarto vecino, entró un gigantesco cabo y nos maltrató mucho; mando que hiciéramos toda clase de cosas bajas, y, al negarnos a ello, nos golpeó despiadadamente. Dije a los muchachos que esta vez no se mantuvieran callados, a fin de que sus gritos llegaran a oídos del oficial Karlik. Yo le dije claramente que él era el único judío con quien me había encontrado en el campamento y que él debía hacer todo lo posible para que se nos sacara de aquí, porque aquí se nos podía matar a golpes. Entonces prometió que haría todo lo posible por liberarnos de este infierno."

Al llegar este informe en manos del Comandante Supremo Menajem Beguin, se impartió una orden a todos los miembros del Irgún para que se buscara ese campamento donde se habían infringido las torturas a los detenidos e incluso hubo un plan para matar a todos sus ocupantes con explosivos. Pero luego de muchos días, no se consiguió dar con su paradero. La organización armada hizo especial hincapié en que se debía encontrar al médico del campo y al policía 1617 para castigarles. Pero al poco tiempo se recibió noticias de que dicha unidad del ejército británico había sido trasladada al exterior. Una de las explicaciones para dicho traslado fue que las autoridades británicas sabían que los miembros del Irgún no perdonaban las torturas.